# Kœstlach
Kœstlach là một xã ở tỉnh Haut-Rhin trong vùng Grand Est ở đông bắc Pháp. Xã này có diện tích 8,23 km², dân số năm 1999 là 498 người. Khu vực này có độ cao 468 mét trên mực nước biển.